# Уфимское агрегатное производственное объединение
УАПО (Уфимское агрегатное производственное объединение) — входит в холдинг «Технодинамика» государственной корпорации «Ростех». Завод занимает одно из лидирующих мест по разработке и изготовлению систем электроснабжения летательных аппаратов, систем зажигания и авиационных свечей, генераторов, электродвигателей постоянного и переменного тока, электромашинных преобразователей, датчиков, взрывозащищенных двигателей типа АИМ для нефтяной и газовой промышленности, а также бытовых электронасосов «Агидель».

## Современное состояние предприятия
На 2020 год предприятие полностью завершено техническое перевооружение по ФЦП «Развитие ОПК РФ на 2011—2020 годы», освоены 20 изделий в рамках программы импортозамещения. В планах на 2020—2024 годы проведение масштабной модернизации производства по выпуску агрегатов для систем генерирования авиационной самолетной и вертолетной техники гражданского назначения с помощью займа Фонда развития промышленности. Стоимость проекта составит 629,7 млн рублей. Благодаря привлеченным средствам планируется диверсифицировать производимую номенклатуру изделий, расширить производственную линейку и нарастить объемы производства. Кроме того, компания планирует экспортировать порядка 10 % изделий.
Действующая на предприятии система менеджмента качества позволяет выходить со своей продукцией на международный рынок. На предприятии активно внедряются элементы культуры бережливого производства, эталонные участки и система 5С не только на производстве, но и во всех сферах жизнедеятельности предприятия.
В рамках «бережливого производства» взят курс на цифровизацию. На предприятии запущен программно-аппаратный комплекс АИС Диспетчер. Он предназначен для мониторинга работы токарных, фрезерных и шлифовальных станков. Система мониторинга призвана для контроля и классификации в режиме реального времени простоя станков по различным причинам, учета использования оборудования и автоматического вычисления коэффициента его загрузки, контроля энергопотребления станков в различных режимах работы.
На сегодняшний день одним из ключевых приоритетов предприятия является развитие производства гражданской продукции: взрывозащищенных электродвигателей типа АИМ для нефтяной и газовой отраслей, электронасосов для перекачки различных технических жидкостей типа «Агидель», НСУ и НЦУ, литейно-керамической продукции — литейных заготовок, свечей для крупногабаритной автомобильной техники, изделий из бронекерамики.
Для эффективной реализации продукции гражданского назначения на предприятии запущен официальный сайт по продаже выпускаемых изделий.
Предприятие традиционно проводит крупные спортивные мероприятия: ежегодный чемпионат по силе удара и турнир по боксу «Ударная десятка», турнир на кубок АО «УАПО» по баскетболу. На предприятии действуют женская и мужская команда по баскетболу, футбольная команда, которые занимают призовые места на турнирах корпорации «Ростех» на уровне России и республики.
В рамках развития творческого потенциала работников УАПО проводит ежегодный конкурс «Шоу Талантов». Восстановлены и функционируют Совет молодежи и Совет ветеранов объединения. Предприятие активно участвует в федеральном проекте «Неделя без турникетов»
При АО «УАПО» работает ведомственный санаторий-профилакторий «Авангард».

## Продукция
На площадке литейно-керамического производства выпускаются следующие виды продукции:
— авиационные свечи;
— автомобильные свечи для большегрузного транспорта (СП, СПЛ, СН);
— керамические изделия для аргонодуговой сварки;
— сопла для пескоструйных аппаратов;
— каркасы, гребенки для нагревательных элементов;
— огнеприпасы для обжига и термообработки изделий;
— алюминиевые отливки различного назначения и др.

###### Объединение разрабатывает и производит
— генераторы;
— электрические двигатели постоянного и переменного тока;
— приборы автоматической и электронной регулировки управления;
— электромашинные и статические преобразователи тока;
— системы зажигания и авиационные свечи;
— системы пожарной защиты;
— датчики;
— исполнительные механизмы.
В рамках расширения линейки выпускаемой продукции на УАПО разрабатываются и серийно выпускаются высокотехнологичные изделия гражданского назначения для массового потребителя:
— взрывозащищенные двигатели серии АИМ для нефтегазовой отрасли;
— электродвигатели серии 1АС для атомной промышленности;
— центробежные электронасосы и насосные станции с автоматикой для воды серии «Агидель»;
— промышленные насосы для различных технических жидкостей серии НЦУ и НСУ;
— свечи для крупногабаритного автотранспорта серии СН;
— различные виды керамических изделий для высокотемпературного оборудования.
На предприятии представлено собственное модернизированное литейное производство нескольких видов: литьё под низким и высоким давлением, литьё в песчаные и оболочковые формы, кокильное литьё.

## Участие на форумах и выставках
В 2014 году на Международной выставке вертолётной индустрии HeliRussia-2014 УАПО представило плазменную систему зажигания БПП-220-1К, не имеющую аналогов в России.